# ジャガー・C-XF
C-XF（またはConcept-XF）は、ジャガーが発表したコンセプトカーでXF(X250)の原型になったモデルである。2007年秋にフランクフルトモーターショーで発表されたXFの製品版とともに、2007年北米国際自動車ショーで発表された。
C-XFプロジェクトは、ジャガーのデザインディレクターであるイアン・カラムとアドバンストデザインのヘッドであるジュリアン・トムソンが主導した。
Sタイプをベースにしたボディスタイリングの試作品も製作されたが、C-XFコンセプトが完成する前に却下された。